# Lomographa junctaria
Lomographa junctaria är en fjärilsart som beskrevs av Walker 1861. Lomographa junctaria ingår i släktet Lomographa och familjen mätare. Inga underarter finns listade i Catalogue of Life.